# 愛德華三世的騎行劫掠行動 (1346年)
1346年愛德華三世的騎行劫掠行動（英語：Chevauchée of Edward III of 1346），又名克雷西戰役（Crécy Campaign），發生在英法百年戰爭初期，由英王愛德華三世親自率領。時間自1346年7月12日英軍於諾曼第的瑟堡附近登陸開始，直到1347年8月3日占領加萊港結束。騎行劫掠戰術（Chevauchée ）是中世紀戰爭中的常用戰術，軍隊在敵方領土內迅速移動，沿途劫掠並摧毀所有村莊以拖垮敵軍的經濟與補給能力。
行動初期，英軍摧毀諾曼第一大部份的土地，在卡昂戰役中劫掠並屠殺許多人口。接著沿路燒毀村莊直到盧昂郊區，並沿著塞納河左岸一路劫掠到普瓦西。在接近巴黎20英里（32）時候轉向北方移動，卻因為法軍將該地區的糧食事先轉移而陷入困境。英軍一面逃亡一面想辦法對抗法軍的圍堵，在布朗什塔克戰役成功擊退法軍跨過索姆河。1346年8月26日，英軍在克雷西會戰一舉擊潰法軍，為法軍主力造成毀滅性的打擊，奠定了這次戰役的成功。最後英軍對加萊發動圍城戰，經過11個月後淪陷。至此兩國的經濟與軍事資源都消耗殆盡，雙方簽訂加萊停戰協議。
雖然停戰協議後兩國仍不斷發生衝突，但短期內不再有如同此次行動的大規模作戰。而加萊港在接下來的200多年成為英軍進入法蘭西北部最重要的港口。

## 背景

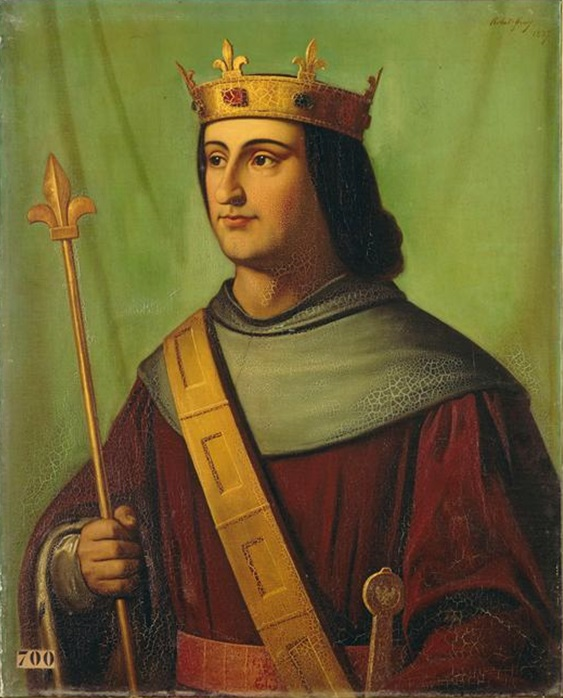
法王腓力六世

自1066年諾曼征服英格蘭以來，英格蘭王室便擁有法蘭西的領土與爵位，也使英王成為法蘭西王國的封臣。英王在法蘭西的采邑糾紛成為中世紀兩國衝突的主要因素。法王試圖限制英王勢力增長，並伺機取回英格蘭的領土。數世紀來，英王在法蘭西的領土範圍不斷變化，但直到1337年只剩下西南部的加斯科涅地區與北部的蓬蒂厄地區。加斯科涅人比起會介入該地事務的法王更親近與偏向放任的英王維持關係。由於法王腓力六世和英王愛德華三世一系列的爭執，腓力在巴黎的大議會以英王未盡封臣義務為由，同意將加斯科涅與蓬蒂厄的領地收回法王手中。這個事件引爆了長達116年的百年戰爭。

### 1345年
雖然加斯科涅的領土爭奪是戰爭導火線，但愛德華並沒有投注許多資源在該戰線上，英軍的主要戰役都在法蘭西北部發動。1345年初，愛德華決定兵分三路入侵法蘭西，其中一支小軍團向布列塔尼地區出發，另一支稍大的軍團由德比伯爵葛洛斯蒙的亨利率領前往加斯科涅。主力部隊則與愛德華一起前往法蘭西北部及法蘭德斯地區。法軍的情資揭露英軍發動三路攻勢的計畫，法軍打算採取守勢，但他們沒有充分的財力為各個戰區徵集足夠人員。他們準確地預測到英軍會將主力放在法蘭西北部，因此法軍將資源集中到北部，預計於7月22日在阿拉斯集結軍隊。法蘭西西南部則被要求依靠當地資源防守。
愛德華三世的主力軍隊在6月29日出航，法蘭德斯的斯魯伊斯港外下錨，讓愛德華在此進行一些外交工作。7月22日，艦隊再度啟航向（可能是）諾曼第出發，卻遭遇暴風雨而被吹散。在接下來的一周，分散的船隻設法前往英格蘭各地港口。由於在海上待了五星期，船上的人馬必須下船休息。愛德華和他的議會成員又花了一周商議下一步如何進行，結果認識到在該年冬天前英軍無法採取任何行動。法王意識到這件事，決定向布列塔尼與加斯科涅派出援軍。該年，德比伯爵率領英格蘭─加斯科涅聯軍如旋風般席捲加斯科涅。他分別在貝傑拉克戰役與歐貝羅什戰役大敗兩支法軍大部隊，佔領佩里戈爾與阿熱奈地區大量城市與堡壘，使英軍在加斯科涅地區佔有戰略深度。該年後半，德比佔領被稱為「加斯科涅之鑰」的重要戰略城市——艾吉永。10月，北安普頓伯爵在布列塔尼北部發動一系列的戰役失敗，沒能拿下由法軍控制的城鎮。

## 行動前夕

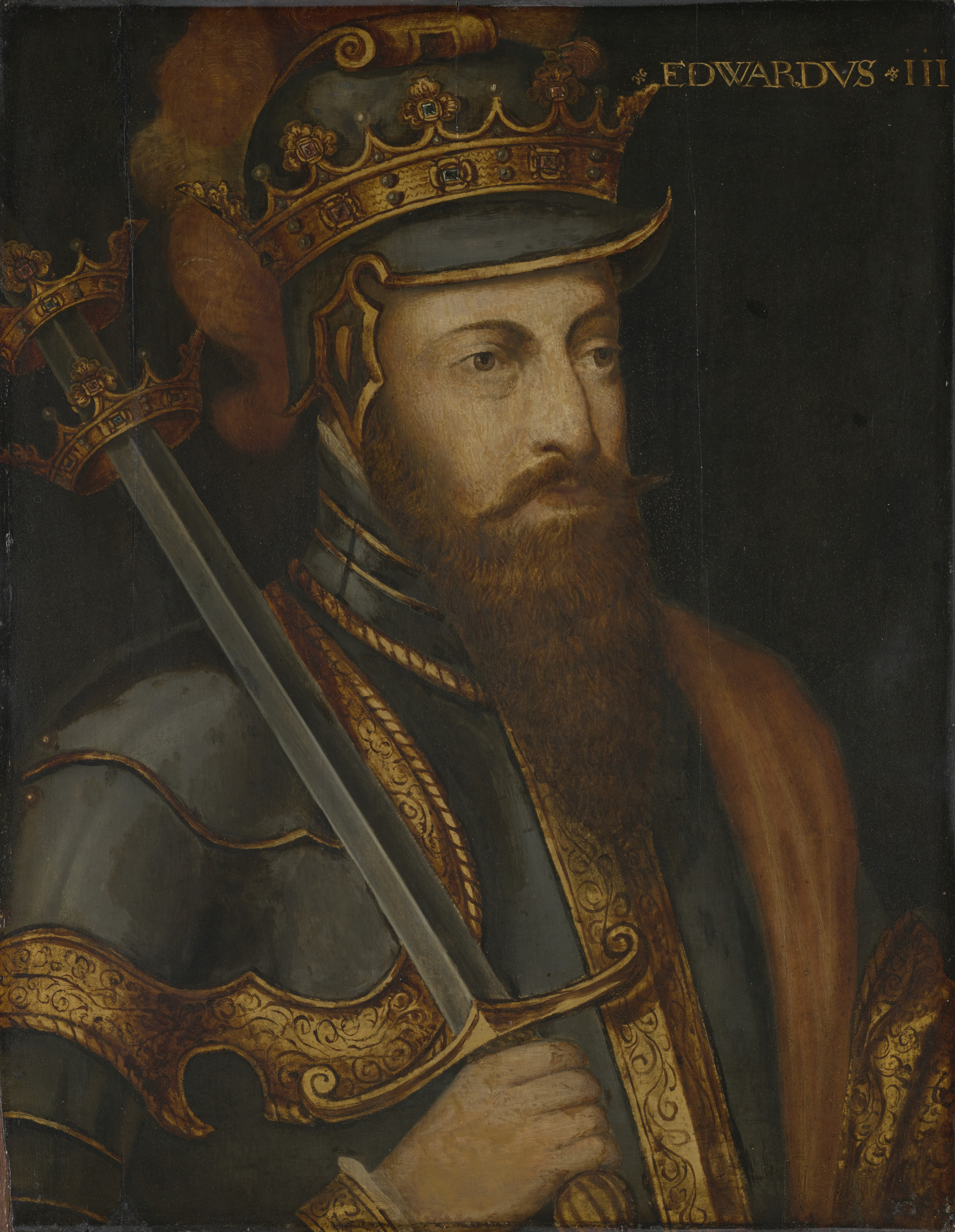
英王愛德華三世

#### 法軍備戰狀況
1346年，法蘭西一如暨往地陷入財政短缺。即便向教宗借貸超過33萬弗羅林 (2025年價值61,000,000英鎊) ，地方仍收到盡可能擠出所有人財產以支助戰爭的命令，可以見得當時法蘭西財政困窘的情況。
即便如此，兩支軍隊分別在奧爾良與土魯斯集結完成。腓力六世的嫡子諾曼第公爵約翰繼前一年秋天再度被任命掌管西南方的軍隊，該軍隊約有15000到20000人，包含大型攻城武器與五門加農砲，遠超英格蘭─加斯科涅聯軍所能集結的軍力。4月1日他們向艾吉永發動圍城，4月2日，法軍在西南邊發布正式動員令（Arrière-ban），徵集所有有戰鬥能力的男性。法軍將財力、人力與後勤補給集中到該戰線上。

#### 英軍備戰狀況
1344年英格蘭議會投票通過一大筆戰爭補助款，大部分已經用光。部分金額仍在徵收，然而英格蘭的納稅人已被搾取殆盡，其財政狀況不比法蘭西寬裕。英格蘭向教會強行借貸15000英鎊，並和國內城鎮強徵相等金額，還沒收了外國教會采邑一年份的收入。軍隊的裝備與輜重也透過強徵來收集。英格蘭藉由強制動員全國役齡男性來抵禦外敵已行之有年，1346年初，他們將該制度擴展到海外地區。英格蘭人已經厭倦長年無意義也無收穫的戰爭，1344年6月，前一屆議會要求愛德華「將戰爭結束，無論是透過戰鬥或以適當的條件談和。」
1346年，英軍打算集結一支比1345年更大，超過兩萬人的軍團。他們本應在二月於樸茨茅斯集結，但時間被延後了三個月。蘇格蘭人受到法王的煽動，對英格蘭造成威脅。早在兩年前，英格蘭總理即公開告知議會：「他們隨時都可能因我們的對手（法蘭西）授意而打破和約侵入英格蘭。」愛德華豁免亨伯河以北地區的役男參軍，並在財務上有限地妥協。他也擔心將所有軍事資源投注在法蘭西本土上會讓英格蘭南部沿海如1338到1339年間遭到法軍掠奪，因此採取多項防禦手段，包含將居民移動到距海岸線15英里（24）內居住並接該地指揮官管理。這兩項防禦措施減少了愛德華的入侵軍力，外加實施新徵兵制所產生的抵抗，他在6月底僅集結到約原先期望的一半軍力。

#### 海軍備戰狀況
即便愛德華努力混淆法軍，他們的備戰行為仍被意識到。由於在港口以外的地方進行登陸極為困難，而英格蘭當下在法蘭德斯地區沒有可用港口，布列塔尼和加斯科涅地區則有親英港口。法蘭西認為愛德華將會向後兩者的其中之一進軍，尤其可能為艾吉永解圍而航向加斯科涅。為了防範英軍在法蘭西北部登陸的可能性，腓力六世將希望放在他的強大海軍上，這包含徵集來的商船與雇傭的槳帆戰船。這些商船主要是柯克帆船，擁有吃水深的圓形船底，由中央桅杆的單面大帆提供動力。這些柯克帆船被改造為戰船，在船隻首尾增建木堡，並將桅杆上的瞭望塔擴建成戰鬥平台。至少有78艘船從諾曼第與皮卡第地區納入王家海軍並完成改裝。加來槳帆船以排槳為動力，擁有很高的機動性，適合用於突襲與登船戰，但造價相對高。法軍自熱那亞雇傭至少32艘加萊槳帆船的艦隊，根據合約應在5月20日抵達布洛涅，但到了7月初他們仍在葡萄牙外海太加斯河口的錨地。
愛德華徵集了英格蘭前所未聞的大艦隊，擁有約747艘船。原訂在3月1日集結，但被延後到5月1日，爾後又推遲到5月15日。愛德華本人在6月1日抵達波特切斯特，他原先想在布列塔尼登陸，但因北安普頓伯爵未能佔領可用港口而作罷。他改變心意決定前往加斯科涅增援蘭開斯特公爵，並在艾吉永城外和諾曼第公爵一戰。6月28日艦隊準備充足的物資從普茨茅斯航向波爾多。然而艦隊仍未全數集結完畢，愛德華在雅茅斯停靠等待遲到者加入。直到真正集結完畢時，風向卻不利於航行，他們花了兩週才開出懷特島東北角，正常來說這段時間足以讓他們抵達目的地，糧食與水也陷入短缺。有鑑於前一年的航行失敗，愛德華決定不登陸重新補給，也不再航向波爾多。6月11日，風向仍不利自英吉利海峽南下，愛德華決定孤注一擲向南方航行並在7月12日於瑟堡20英里（32）外的聖瓦斯特-拉烏格登陸。此時，法軍的熱那亞艦隊還在遙遠南方比斯開灣的法蘭西主要港口拉羅歇爾，而法軍改裝完或改裝中的柯克帆船仍未集結。

## 騎行劫掠行動

### 蹂躪科唐坦半島

英軍進軍路線

英軍兵力約有7000到10000人，由英格蘭人和威爾斯人組成，並包含一定數量的專家與行政人員，以中世紀軍隊而言裝備罕見地完善。有些不滿法蘭西統治的諾曼第貴族也加入他們，如聖索弗子爵傑弗華·德·哈庫爾。科唐坦半島幾乎無設防，讓英軍可以在寬敞的沙灘上登陸，他們花了六天將船運卸貨，重新組織部隊，並掠奪週邊農村就地烘培麵包。當地的法軍指揮官羅伯·貝特朗帶領300民兵對登陸地點發動徒勞的攻擊，英軍在戰略上達成出其不意的襲擊，並且往南進軍。
愛德華的目標是要組織一場騎行劫掠行動，跨越法蘭西領土進行大規模襲擊，以削減對手的士氣以及財富。他的軍隊夷平所到之處的所有城鎮，從人民身上盡可能地掠奪財產，也經常強暴婦女。瑟堡、卡靈頓、聖洛、托爾特瓦等城鎮皆遭到摧毀。英軍艦隊隨著陸軍平行移動，蹂躪海岸線5英里（8）內的村莊並掠奪大量戰利品，許多船員帶著塞滿戰利品的船隻成為逃兵。他們也俘獲或焚毀超過百艘船艦，其中61艘是改裝後的戰船。一些現代史學家認為此時愛德華已經將加萊港設為最終目標。
貝特朗破壞英軍前頭的橋樑以嘗試拖延時間。法蘭西王室統帥厄爾伯爵擁有法軍最高指揮權，他倉促的將軍隊從艾吉永調回北方，決定在卡昂抵抗英軍。卡昂是諾曼第西北部的政治、文化、宗教、經濟中心，所有能用的人手都被派往該地，並運入大量糧食。當英軍在7月26日早上抵達時，該城有1500名守軍以及大量民兵。英軍立刻發動攻擊並奪下城市，接著連續掠奪了5天。5000名法軍及平民遭到殺害，而英軍僅輕微受損，厄爾伯爵與其他許多人被俘虜。英軍繳獲一篇腓力六世發布的榜文，要求諾曼海盜掠奪英格蘭南岸，這件事被英軍徵兵單位利用了數年來刺激反法情緒。8月1日，英軍朝塞納河出發，留下部分駐軍在卡昂、卡靈頓等城鎮，但許多在英軍主力離開後不久就被法軍優勢兵力驅逐。

### 進軍巴黎
法軍的軍事位置十分不妙，他們的主力都被派去支援陷入泥淖的艾吉永圍城戰。愛德華突襲登陸後摧毀了部分法蘭西最富裕的地區，並且在法蘭西領土內一面耀武揚威地行軍。8月2日，一支小規模英軍隨著一大群法蘭德斯人從法蘭德斯地區入侵法蘭西，而法軍在此地防禦能力十分不足。腓力六世緊急將加斯科涅地區的軍隊和公爵約翰召回。根據證言，公爵在與幕僚和法王的信使激烈爭辯後，拒絕在艾吉永淪陷並滿足他榮譽心前撤離。

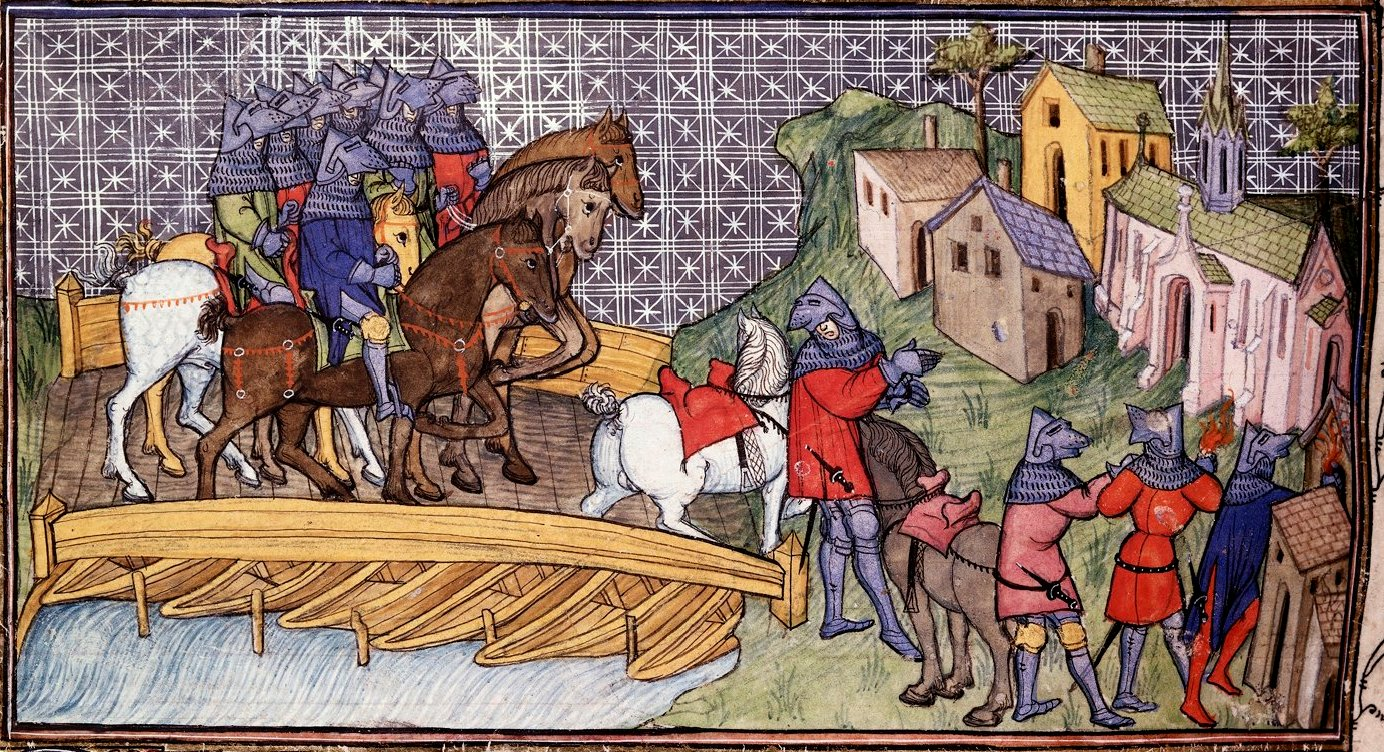
14世紀描繪英軍跨越塞納河的插圖。

7月29日，腓力六世在法蘭西北部發布動員令，命令所有有戰力的男性前往盧昂。腓力六世在31日抵達盧昂，並立刻帶領缺乏組織和裝備的軍隊向西對抗愛德華。5天後，他將塞納河沿岸的橋樑摧毀然後回到盧昂。8月7日，英軍抵達塞納河岸盧昂以南12英里（20）劫掠郊區。腓力受到教宗的壓力，派遣使節向英王求合並提議聯姻。愛德華回應他不打算把行軍時間浪費在無異議的討論上並把使節請走。英軍沿著塞納河左岸一路摧毀40英里的大量城鎮，焚毀巴黎2英里（3.2）外的村莊。8月12日，於距巴黎20英里外的普瓦西紮營。巴黎市民陷入騷動，並開始沿街建立防禦工事保衛首都。英軍在法軍頑強抵抗下在塞納河上搭建一座橋。
腓力再度命令諾曼第公爵放棄圍攻艾吉永並領軍北上。8月14日，公爵正式向守軍提議停戰，蘭開斯特公爵明瞭法軍窘境而拒絕。8月20日，經歷5個月的圍城，法軍放棄圍城並在混亂中趕向北方。腓力六世的議會對腓力不曾率軍驅逐入侵者感到疑惑，腓力倒是在8月14日向英軍下戰帖，提議兩軍在互相同意的時間地點進行決戰。愛德華暗示他會在塞納河南側和腓力會面，然而他沒有前往。8月16日，法軍進入戰鬥位置，愛德華趕忙燒毀普瓦西、破壞橋樑並率軍北上。

### 軍隊北上

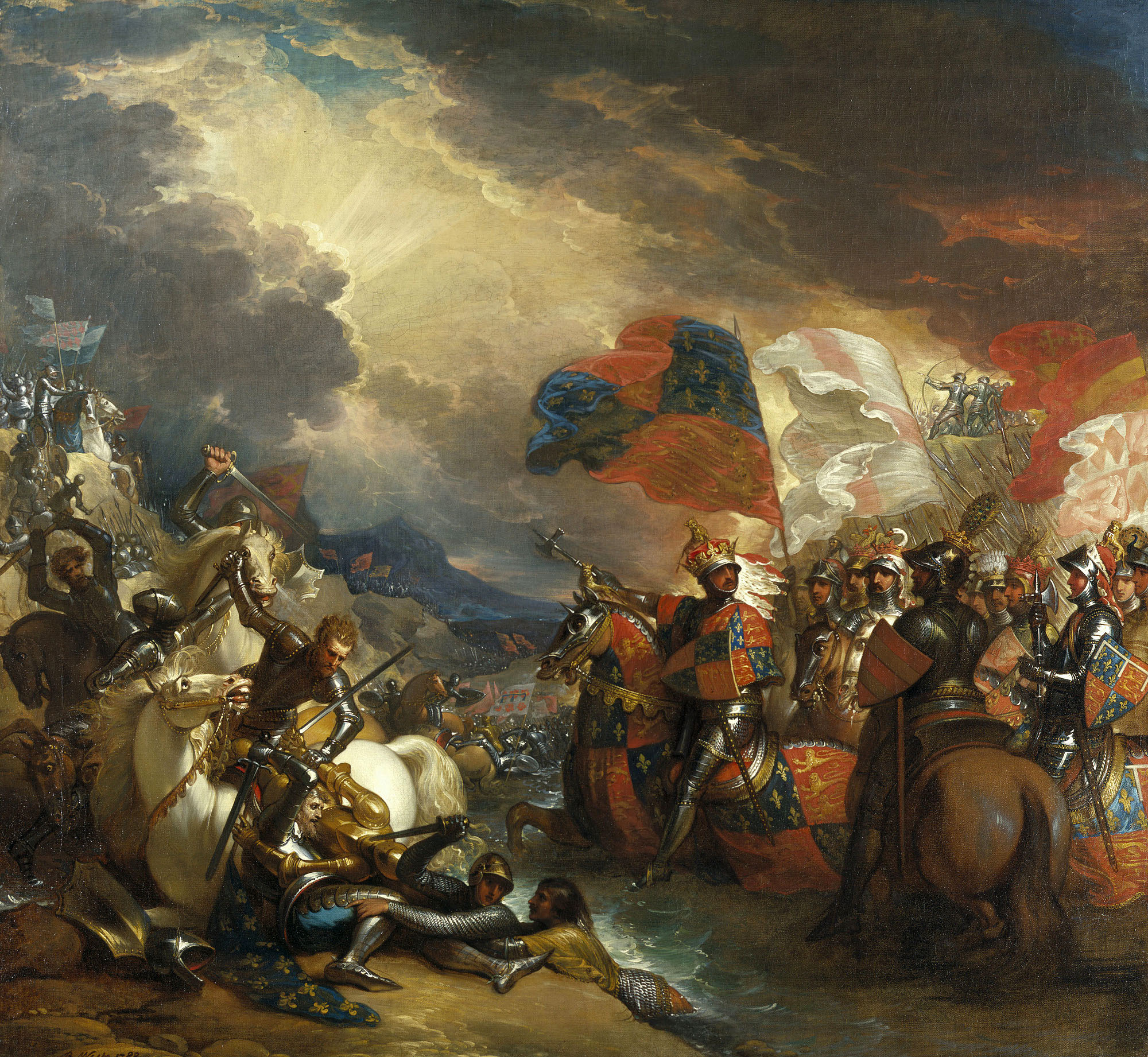
班傑明·韋斯特 《愛德華三世跨越索姆河》(1788年)

由於法軍事先預測到英軍的動向，他們決定實施焦土政策，移走所有存糧，迫使英軍必須在更大的範圍中找尋糧草，使行軍速度被大幅拖延。一些法蘭西農民集團襲擊英軍覓食者。腓力六世超前愛德華一天抵達索姆河，他以亞眠為基地派出大量軍隊守住亞眠與海岸間所有塞納河上的橋梁與淺灘。英軍在失去糧食來源的狀況下受困於該地區，法軍從亞眠出擊向西側的英軍前進。現在法軍有自信能與英軍一戰，他們能夠以逸待勞固守陣地等待英軍攻擊。
愛德華為了逃出索姆河封鎖而嘗試尋找突破點，對昂日和蓬雷米發動攻擊卻徒勞而返，只好繼續沿著河流向西前進。8月24日傍晚，英軍在阿舍北邊紮營，而法軍僅在6英里（10）外的阿布維勒。英軍趁夜前往一處名為布朗什塔克的淺灘，另一頭由3500名法軍防守。英軍的長弓兵和騎兵渡過湍急的河流攻擊法軍，在短暫而激烈的戰鬥中擊敗他們。法軍主力跟隨在後，他們的斥侯俘獲一些脫隊者和物資車輛，然而愛德華已經暫時脫險。由於法軍過分自信認為英軍無法渡過索姆河，除該地區以外並未撤走物資，使英軍能夠掠奪並重新補給。
同一時間，法蘭德斯人在埃斯泰爾被法軍擊退，在8月14日圍攻貝蒂訥。經歷數次挫敗後，他們在8月24日自我解散，放棄征服並燒毀攻城器械。愛德華在跨越索姆河不久後收到法蘭德斯人不會前來支援的消息，決定和腓力的軍隊正面對決。在暫時擺脫追兵後，他利用這段喘息時間在克雷西昂蓬蒂約建立防禦陣地。法軍在布朗什塔克戰敗後撤回阿布維勒，然後又立即出動追討英軍。

### 克雷西會戰

克雷西會戰示意圖

愛德華決定正面對決腓力後，在克雷西與瓦迪庫爾之間建立防線，兩座城鎮分別保衛的側翼。在等待法軍追兵的期間，英軍加固物資營地，在防線前方挖掘戰壕，並安置數門早期火藥兵器。8月26日正午，法軍先鋒進入英軍視野。在法軍的戰爭會議中，一名高階軍官對勝利充滿自信，提議在隔日主動進攻，不過法軍在當日下午便發動攻勢。根據當代的史料很難確認這是腓力六世的直接指示，或是因為大量的騎士不斷向前推進，在違背腓力的意願下發動攻擊。

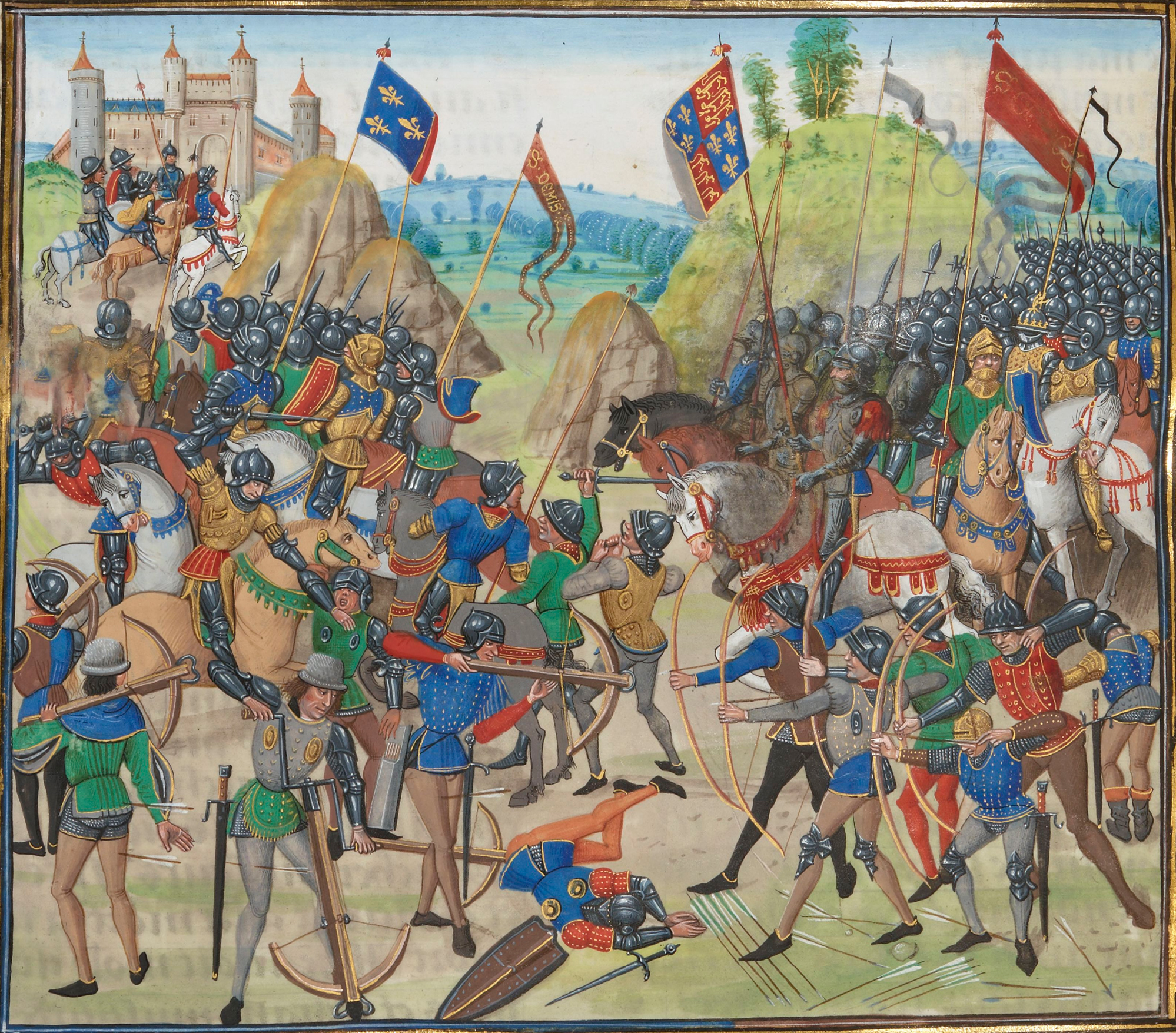
克雷西會戰
收錄於尚·傅華薩著《大事記》

關於法軍的人數並沒有明確記錄，但可以知道以當時而言規模很大，是英軍的數倍。法軍展開他們神聖的金焰旗，象徵他們絕不饒恕、決一死戰。一支大型義大利弩兵團向前迎擊英格蘭長弓手，長弓的射程遠超十字弩，並且擁有超過三倍的射速。弩手的大盾（Pavise）仍放在法軍輸送隊而缺乏保護，他們很快被擊敗並逃亡。
法軍騎兵接著發動數次衝鋒，然而卻因為許多原因形成阻礙：臨時的組織、逃亡中的義大利人擋路、道路充滿泥濘、敵人位在山丘上、以及英軍挖好的戰壕，接著又因為長弓兵的箭雨產生嚴重傷亡。英軍戰士下馬進行戰鬥，當騎兵衝鋒到他們面前時早已失去勢頭。接下來的近身戰在當時被描述為殘暴、無慈悲、且十分令人恐懼。法軍直到晚間不斷進行衝鋒，然而都得到相同的結果。腓力六世在戰鬥中被英軍攻擊，他因此失去兩匹坐騎，下顎中了一箭。神聖戰旗在旗手戰死後也被奪取，法軍潰滅逃亡，而英軍筋疲力竭地睡倒在戰場上。
隔天早晨，後續的法軍仍不斷抵達戰場，卻遭到英軍戰士乘馬衝鋒，逃兵被追擊數里遠。法軍總體傷亡十分慘重，根據紀錄有1200名騎士以及超過15000名士兵戰死。當時對英軍陣亡估算的最高數字僅有300人。

### 加萊圍城戰
英軍經歷兩天的休息、埋葬屍體後，向北進軍徵集補給和援軍。他們持續摧殘土地與城鎮，包含英軍在法蘭西西北部常用的登陸港口維桑。愛德華在燃燒的城鎮外舉行一場會議，決定要奪下加萊港。加萊不但是最適合英格蘭的登陸與補給港，且靠近法蘭德斯地區的同盟。愛德華在9月4日抵達加萊城外，並發動圍城。
加萊的防禦十分穩固，週邊被大範圍的沼澤環繞，部分地區難以通行，也沒有穩定的地面可以架設重力拋石機或足以破壞城牆的攻城炮。守軍人數十分充足，並且可以由海路進行補給。圍城戰發動隔日，英格蘭艦隊來到岸邊，為英軍提供補給、裝備與增員。英軍決定進行長期滯留，在西邊建立名為新城鎮（Nouville）的繁盛營地，一週有兩天的市集。英格蘭本土和威爾斯以及附近的法蘭德斯地區進行了一場大規模物資收集活動以提供圍城，英格蘭議會也勉為其難地同意資助圍城。愛德華公開宣稱這是場關乎榮譽的圍城戰，在城鎮淪陷前他不會離開。克雷芒六世在兩軍之間奔走，但雙方都不願開啟對話。

#### 法軍失序

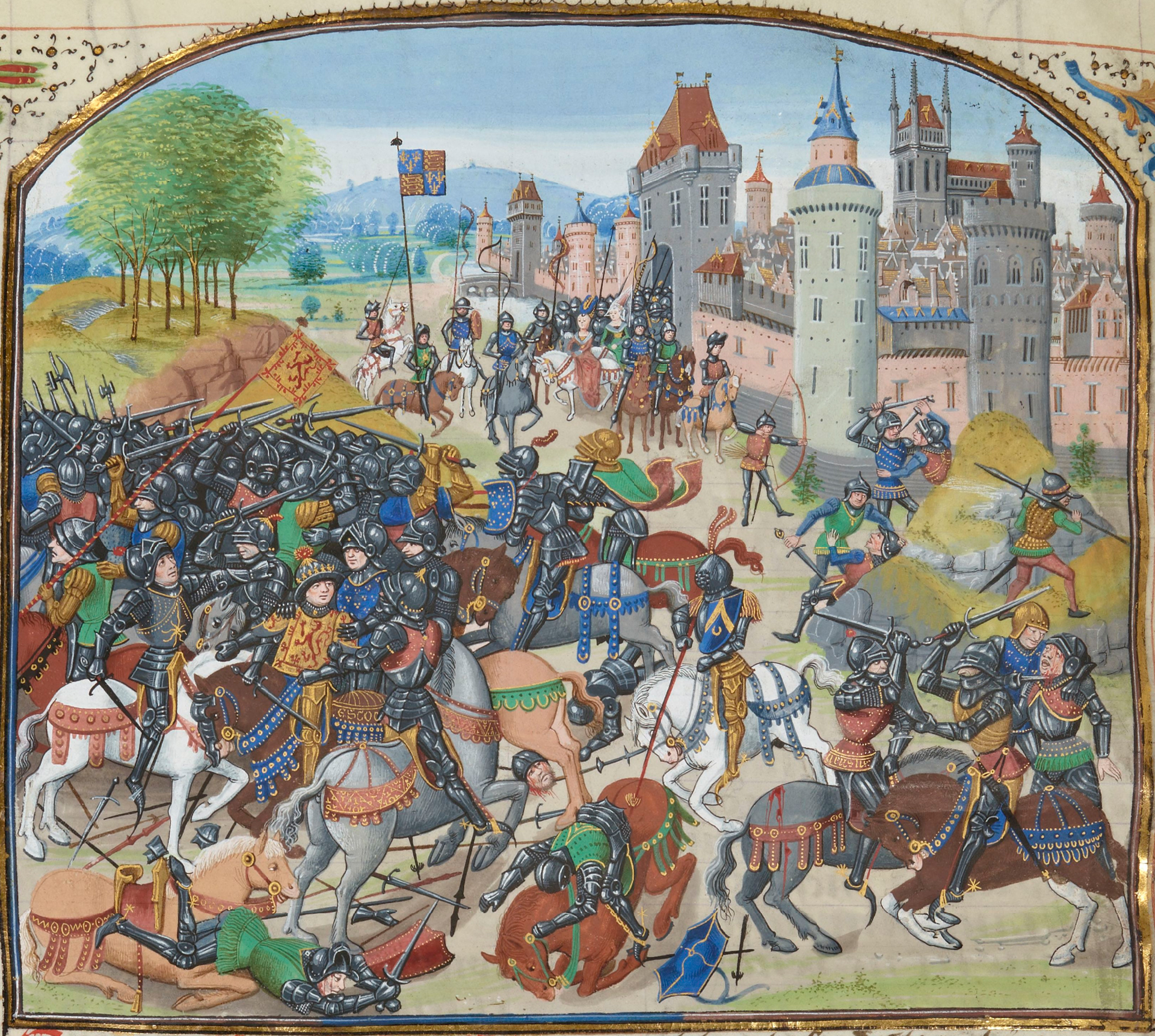
內維爾十字之戰，來自十五世紀的手稿。

腓力六世因戰敗而嚴重動搖，他在加萊圍城戰開始當日將軍隊解散以節省支出，並自我說服愛德華已經完成騎行劫掠行動，接下來就會帶兵前往法蘭德斯乘船歸國。9月7日，諾曼第公爵約翰在解散軍隊前和腓力見面。9月9日，腓力宣布軍隊將在10月1日集結於康白尼，並前往解救加萊。在西南方的蘭開斯特公爵利用法軍的混亂進攻凱爾西和巴札斯，並親自發動一場橫跨160英里（260）的騎行劫掠行動，深入北邊的聖東日、欧尼斯、普瓦圖地區，奪下大量城鎮、城堡與小型堡壘，並掠奪富裕的普瓦捷。這場攻勢完全瓦解了法軍防禦，並將主戰場由加斯科涅中心轉移到該地區之外。在倉促的命令下，僅有少量軍隊在10月1日抵達康白尼，腓力和他的宮廷成員繼續等待人數增加。此時蘭開斯特公爵出征的消息傳到，法軍相信公爵是以巴黎為目標，命令還沒抵達的軍隊改變目標在奧爾良集結，並將已抵達的士兵派往增援。當蘭開斯特公爵返回南方時，軍隊又被叫回康白尼，整個法軍的計畫完全陷入混亂。
自6月以來，腓力六世被蘇格蘭人要求盡到老同盟的義務，協助入侵英格蘭。蘇格蘭國王大衛二世以為英軍完全聚焦在法蘭西上，在10月7日出兵。10月17日他在內維爾十字之戰遭遇英格蘭北部各郡自行組織的軍隊，結果蘇格蘭軍戰敗，國王被俘，大多數領袖戰死或被捕。戰略上，這讓英格蘭邊境地區能夠自力對抗蘇格蘭威脅，使他們能投注更多資源到法蘭西。
雖然最後法軍在康白尼集結到3000名披甲戰士，但法蘭西財庫無力支付薪資。腓力六世取消攻擊計畫並在10月27日解散軍隊。法蘭西宮廷遭到嚴厲譴責，法蘭西財政部的職員從上到下全部遣散，財務相關的問題落入由三位年長修道院長組成的委員會手中。國王的議會成員互相指責；腓力六世的繼承人，諾曼第公爵約翰和父親決裂，數月不願入宮；先王之女納瓦拉的讓娜宣布中立，並私下和蘭開斯特公爵談和。

#### 圍城後期

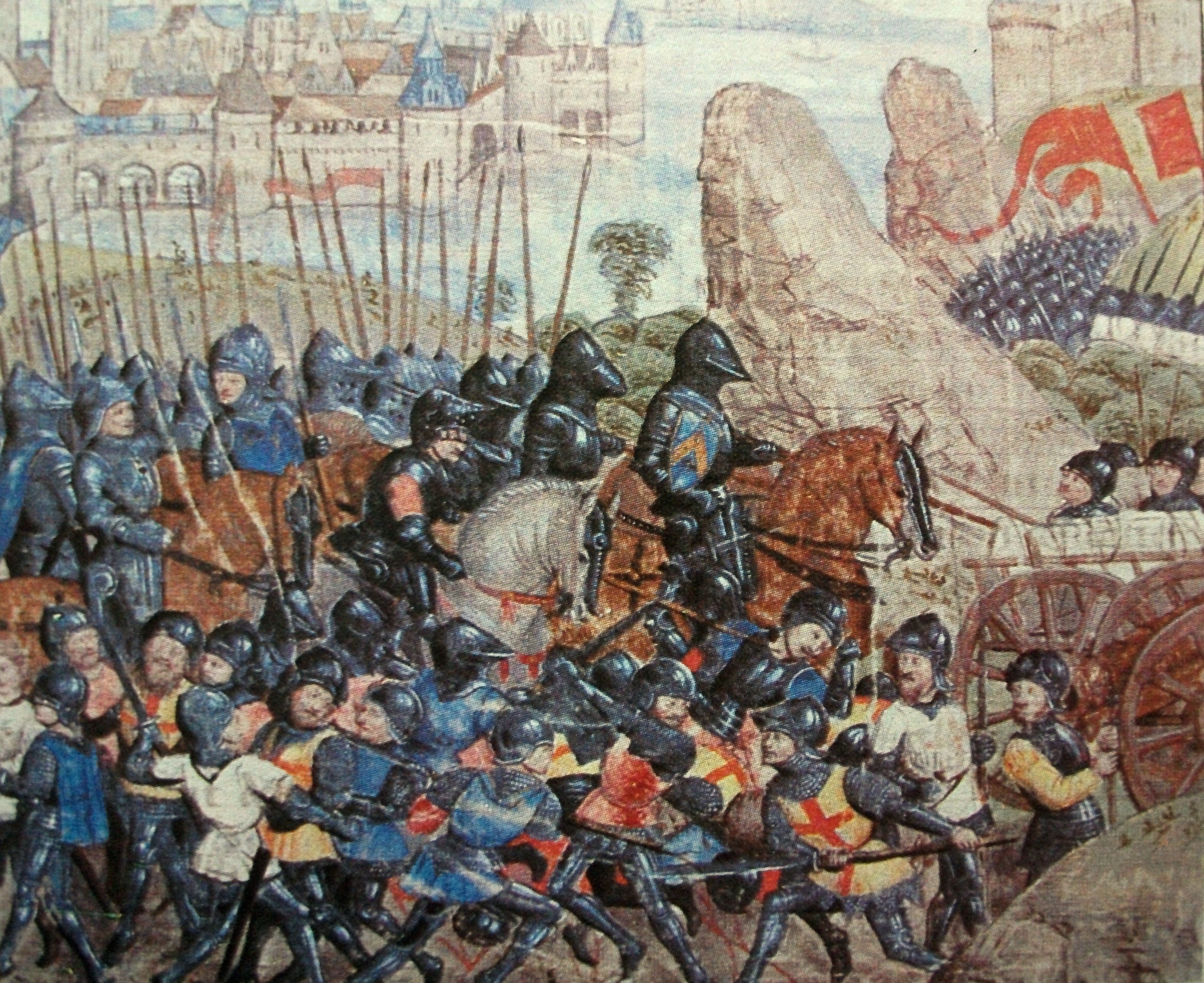
加萊圍城戰的英軍

11月中到隔年2月底之間，愛德華多次嘗試從使用重力投石機與加農砲破壞城牆，並從陸路和海陸攻入城鎮但都失敗。冬季間，法軍挹注大量資金補強海軍艦隊，在隔年3到4月間，法軍將超過1,000長噸（1,000公噸）的物資運入加萊而沒有受到阻撓。腓力六世嘗試在4月底攻擊英軍陣地，但法軍的集結能力自去年秋天以來一直沒有改善，到7月還是無法完全集結。徵稅也越來越困難。一部份的法蘭西貴族開始想要倒戈。4月到5月間發生了數次戰鬥，法軍嘗試截斷法蘭德斯到英軍的補給路線失敗，英軍嘗試拿下聖奧梅爾與里耳未果。6月，法軍嘗試對法蘭德斯發動大規模攻擊來保衛他們的側翼。結果在卡塞勒戰敗。
4月底，英軍在加來北邊的沙嘴盡頭建立防禦基地來控制加萊港入口。5月到7月間，法軍數度嘗試強行運送補給失敗。6月25日，加萊守軍指揮官寫信給腓力六世表示存糧陷入短缺並可能得殺害自己人解決問題。即便英軍的財務也逐漸陷入困境，他們仍穩定提供增員，高峰時來到32000人此外，超過20000法蘭德斯人在加萊一日路程外集結，853艘船與24000名水手協助維持這支大軍。7月17日，腓力帶領法軍北上，愛德華立刻召喚法蘭德斯人增援加萊。7月27日，法軍來到城外6英里（10）處，他們有15000到20000人，僅有英軍的三分之一，且英軍在所有通路上築起防禦工事與柵欄。英軍的防禦明顯無懈可擊，最後腓力只好接受紅衣主教安排兩方對話，但是經過4天的爭吵後沒有得到任何成果。加萊駐軍花了一周觀察援軍動向，覺得已經支撐不住，便在8月1日發出信號表明他們瀕臨降伏，當晚法軍撤離。
1347年8月3日，加萊開城投降。所有法蘭西人被驅逐，英軍在城內發現大量的戰利品。愛德華安排英格蘭人與少量法蘭德斯人入住城內。在接下來的戰爭中，加萊港扮演英軍對抗法軍的重要角色，讓英軍可以再發動任何戰役前累積大量物資與裝備。環繞城鎮的大型防禦設施很快地完成重建，設施內的區域就被稱為加萊砦。城內有超過1400人的大量駐軍，可以算是一支小型軍隊，由加萊防衛隊長領導，他的屬下有多位專家與代表。愛德華給予加萊許多貿易優待與特權，使加萊成為英格蘭到歐陸最重要的入口港，至今仍然維持該地位。自登陸諾曼第到攻陷加萊這一年間也在後來被稱為愛德華三世的奇蹟之年（annus mirabilis ）。

## 後續
攻陷加萊後，愛德華立刻資遣大部分的軍隊，並讓他的法蘭德斯盟軍歸鄉，腓力六世也跟著遣散法軍。愛德華趁機又發動一波入侵深入法蘭西領土，腓力六世緊急召回軍隊，但遭遇重大困難。法蘭西財力已消耗殆盡，戰爭稅在很多地方只能靠武力威逼才收的到，即便在如此緊急的狀況下也募集不到資金。此外，法軍已經受夠長年的戰爭，腓力六世只能對不願參戰的貴族威脅沒收領地，指定要在一個月後集結完畢。愛德華因為臨時的需求而有募集資金的困難，他採取嚴厲的手段遭致不滿。英軍也遭受部分軍事上的挫折，一支大規模的掠奪部隊被聖奧梅爾的守軍擊退，另外一支補給車隊在前往加萊的路上被布洛涅的法蘭西掠奪者劫走。紅衣主教以教宗使節的身分居中協調，終於在9月說服雙方和談，並於28日同意停戰。
加萊停戰協議持續9個月，直到1348年7月7日到期，但被不斷延長，一直到1355年才正式結束。停戰協議並沒有中止雙方在海上還有加斯科涅、布列塔尼地區的衝突。1355年，兩國再度進入全面戰爭，直到1360年布勒丁尼條約才正式結束百年戰爭第一階段戰役。
加萊一直到英格蘭女王瑪莉一世時期才在1558年加萊圍城戰被法軍奪回。加萊的淪陷同時也代表英格蘭失去在法蘭西地區中所有的領土。